# Erotelis armiger
Erotelis armiger is een  straalvinnige vissensoort uit de familie van slaapgrondels (Eleotridae). De wetenschappelijke naam van de soort is voor het eerst geldig gepubliceerd in 1895 door Jordan & Richardson.
De soort staat op de Rode Lijst van de IUCN als Onzeker, beoordelingsjaar 2007.